# Bordetelóza krůt
Bordetelóza krůt je bakteriální onemocnění horního respiračního traktu ptáků vyvolávané bakterií Bordetella avium. U ptáků představují bordetely oportunní patogeny, které mohou ojediněle vyvolávat primární respirační onemocněníc, ale častěji se uplatňují jako sekundární a komplikující faktor jiných bakteriálních a virových infekcí.
Ekonomický význam má bordetelóza zejména v oblastech či zemích s rozvinutým chovem krůt. U krůťat je onemocnění charakterizováno chronickým zánětem respirační sliznice, což se projevuje náhlým výskytem kýchání, výpotkem z očí a nosu, dýcháním s otevřeným zobákem, submandibulárním (podčelistním) edémem, změnou hlasového projevu, kolapsem průdušnice, zakrslostí a predispozicí k jiným infekčním nemocem.

## Příčiny nemoci (etiologie)
Bakterie rodu Bordetella se vyznačují schopností kolonizovat řasinkový epitel a způsobovat respirační onemocnění u obratlovců. Původcem bordetelózy ptáků je bakterie Bordetella avium.

### Morfologie a kultivace
Bordetella avium představuje gramnegativní kokobakterie až tyčinky velikosti 0,4-0,5 x 1-2 µm. Je pohyblivá, opouzdřená a roste striktně aerobně.
Roste na mnoha pevných půdách, včetně MacConkey agaru, krevním a peptonovém agaru. Nejvhodnější jsou selektivní média, která inhibují růst jiných bakteriálních druhů. Optimální je aerobní inkubace při teplotě 35-37 °C po 24-48 hodin; teplota 45 °C ji zabíjí. Většina izolátů B. avium roste v podobě drobných, konvexních, hladkých a lesklých kolonií, které po 48hodinové inkubaci dosahují průměrné velikosti 1-2 mm.

### Biochemické a antigenní vlastnosti
Podobně jako B. bronchiseptica i B. avium nefermentuje cukry a je oxidáza, kataláza a citrát pozitivní. Liší se ale tím, že je ureáza negativní, nitráty neredukuje a na krevním agaru nehemolyzuje. B. avium-like bakterie nehemaglutinují a rostou v médiu s 6,5 % NaCl, kdežto u B. avium je to naopak.
Antigenní struktura B. avium a příbuzných bakterií byla studována pomocí precipitace v agaru, křížové aglutinace a imunoblotingem. Izoláty B. avium z různých zdrojů jsou antigenně podobné. Byla také prokázána antigenní příbuznost s B. bronchiseptica, Alcaligenes denitrificans a Achromobacter xylosoxidans.

### Odolnost v prostřed
Většina běžných dezinfekčních prostředků v doporučovaných koncentracích zabíjí bakterie B. avium. Déle přežívá při nízkých teplotách, nízké vlhkosti a přirozeném pH. V prachu a trusu z krůtích hal přežívá 25-33 dní při 10 °C a relativní vlhkosti 32-58 %, kdežto při 40 °C přežívá maximálně než 2 dny. V podestýlce přežívá až 6 měsíců.

### Patogenita, variabilita kmenů a potenciální faktory virulence
Mezi izoláty B. avium existují rozdíly v patogenitě, produkci toxinů, adherenci k tracheální sliznici, plasmidových profilech, citlivosti k antibiotikům, hemaglutinaci a morfologii kolonií. Nepatogenní ptačí izoláty úzce příbuzné s B. avium se označují jako B.avium-like.
Virulence B. avium je podmíněna faktory podílejícími se na adhezi, na lokálním poškození sliznice a na systémovém účinku. Adheze na řasinkový epitel respiračního traktu je konstantním rysem bakterií Bordetella spp. Adhezivní faktory u B. avium pravděpodobně představují hemaglutinin a fimbrie (pili), i když morfologicky podobné fimbrie byly také prokázány u adheze-defektních mutant B. avium-like bakterií. Hemaglutinace morčecích erytrocytů úzce koreluje s virulencí.
Některé lokální účinky jsou připisovány toxinům B. avium. Složkou buněčné stěny je endotoxin, který má podobnou aktivitu jako lipopolysacharid G- bakterií. B. avium produkuje dermonekrotický termolabilní toxin, který je letální pro krůťata i intraperitoneálně inokulované myšky a který vyvolává hemoragicko-nekrotické změny na kůži krůťat a morčat po intradermální (nitrokožní) aplikaci.
Dalším toxinem produkovaným B. avium je tracheální cytotoxin, chemicky identický s podobným toxinem produkovaným B. pertussis. Zúčastňuje se na lokálním poškození sliznice průdušnice, kde destruuje řasinkový epitel. Produkce pertussového toxinu a extracytoplasmatické adenylátcyklázy nebyly na rozdíl od lidského patogenu B. pertussis u B. avium prokázány. U B. avium byl také prokázán osteotoxin, který je pravděpodobně odpovědný za poškození chrupavky a následné změkčení a zhroucení tracheálních prstenců u postižených krůťat.

## Vznik a šíření nemoci (epizootologie)

### Hostitel
Přirozeným hostitelem B. avium jsou krůty. Pozitivní izolace bordetel jsou také známé z kura domácího, kachen a jiných ptačích druhů; i tyto izoláty jsou patogenní pro krůty. U mladých pštrosů byla izolována B. bronchiseptica.
Bordetelóza u kura domácího probíhá obvykle mnohem mírněji, než u krůt. K infekci bordetelami jsou také vnímaví papoušci a malí zpěvní ptáci; klinické příznaky však u nich nejsou specifické. Morčata, křečci a myši jsou refrakterní (nereagující) k infekci patogenními kmeny B. avium.

### Přenos a nosiči
Bordetelóza je velmi kontagiózní. B. avium je snadno přenášena na vnímavá krůťata úzkým kontaktem s infikovanými jedinci nebo stykem s kontaminovanou podestýlkou či napájecí vodou. Infekce se nepřenáší aerogenně (vzduchem).

### Patogeneze
Infekce začíná adhezí bakterií na řasinkový epitel sliznice pka a nosu a pokračuje progresivní kolonizací horního respiračního traktu až do primárních průdušek. Dochází ke stimulaci akutního zánětu a uvolňování hlenu z pohárkovitých buněk, což se klinicky projevuje kýcháním, kašláním a ucpáním dutiny nosní. Většina buněk infikovaných B. avium se uvolňuje do lumina průdušnice a je vykašlávána. Způsob, jakým B. avium poškozuje chrupavčité prstence průdušnice, není znám.
Někteří infikovaná ptáci mají pravděpodobně nižší schopnost odstranit B. avium z respiračního traktu a slouží jako zdroj infekce pro jiné vnímavé ptáky. Po poklesu a vymizení lokální imunity může opět dojít k exacerbaci bordetelózy stimulací reziduální populace B. avium v nosní dutině nebo sinusech.

## Projevy nemoci (symptomatologie)
Bordetelóza se vyskytuje častěji v chovech drůbeže s nedostatečnou hygienou. U vnímavých krůťat vystavených přímému kontaktu s infikovanými jedinci je inkubační doba 7-10 dní.

### Klinika
Bordetelóza krůt je typická vysokou morbiditou a nízkou mortalitou. Je charakterizována náhlým výskytem respiračních příznaků u 2-8týdenních krůťat, s morbiditou dosahující během 24-48 hodin téměř 100 %. U krůťat se pozoruje konjunktivitida, kýchání, kašlání a vlhké tracheální šelesty. Z nozder lze vytlačit čirý výpotek, který se postupně zmnožuje, stává se vazkým a postupně zalepuje a ucpává nosní otvory. Vlhké peří kolem očí a u kořene zobáku je inkrustováno prachem a nečistotami z prostředí. Objevuje se submandibulární (podčelistní) edém. Někteří ptáci dýchají otevřeným zobákem, u jiných dochází ke změně hlasu v důsledku obturace nosní dutiny a horní části průdušnice hlenovitým exsudátem (úhyn udušením). Počínaje druhým týdnem onemocnění lze u některých krůťat palpovat přes kůži změkčení chrupavčitých prstenců průdušnice. U starších krůt infikovaných B. avium se pozoruje pouze suchý kašel; morbidita se pohybuje pod 10 %.
Postižení ptáci jsou neteční, shlukují se a vykazují snížený příjem krmiva i vody. Při konkurentních infekcích, nejčastěji E. coli, ale i pneumovirem, pasteurelami, chlamydiemi a jinými bakteriemi, se mortalita krůťat může značně zvýšit. Nevhodná teplota prostředí, vysoká vlhkost a špatná kvalita vzduchu také zvyšují ztráty úhynem. Objevuje se větší počet zakrslíků. Klinické příznaky nemoci postupně vymizí po 2-4 týdnech průběhu.

### Patologie
Makroskopické změny jsou omezeny na horní respirační trakt a jsou ovlivňovány dobou trvání infekce a sekundárními infekcemi. Typické jsou změny v průdušnici, charakterizované změkčením a změnou tvaru chrupavčitých prstenců. Bývají dorzoventrálně oploštělé a v ojedinělých případech může dojít k propadnutí dorzální stěny průdušnice do lumina. Na příčném řezu mají prstence zesílenou stěnu a zmenšený průsvit.

### Imunita
Na infekci B. avium reagují krůty tvorbou sérových aglutinačních protilátek během 2 týdnů po infekci. Krůťata od imunních nosnic mají pasivní protilátky, které je chrání před infekcí asi 3 týdny po vylíhnutí.

## Diagnostika
Diagnóza bordetelózy je založena na klinickém a pitevním vyšetření, izolaci Bordetella avium z respiračního traktu a její identifikaci, případně sérologickým vyšetřením (mikroaglutinace, ELISA). Pro diagnostiku lze také využít latexový aglutinační test, nepřímou fluorescenci s využitím monoklonálních protilátek, plynovou chromatografii a PCR.
Diferenciální diagnostika. Bordetelózu krůt je nutné odlišit od mnoha jiných primárně či sekundárně vyvolaných respiračních onemocnění. Mykoplasmóza, chlamydióza, ornithobakteróza a respirační kryptosporidióza mohou v mnohém připomínat bordetelózy. Z virových infekcí to jsou Newcastleská nemoc, adenoviry a chřipkové infekce. Klinicky neodlišitelná je zejména rhinotracheitida krůt vyvolaná pneumovirem

## Terapie a prevence
Při léčbě bordetelózy byla odzkoušena řada antimikrobiálních látek. Ve většině případů se podařilo jen částečně omezit klinické příznaky, případně i mortalitu, ale po vypuštění léčby docházelo opět k návratu nemoci. Zatím není jasné, zda toto krátkodobé zlepšení je způsobováno antibakteriálním účinkem na B. avium nebo na sekundární oportunní infekce.
Pro kontrolu výskytu bordetelózy jsou nejdůležitější zoohygienická opatření. Bakterie B. avium je vysoce kontagiózní zejména při přímém kontaktu s infikovanými jedinci a může být přenášena kontaminovanou vodou, krmivem a podestýlkou. Napomáhá kompletní odstraňování použité podestýlky, omývání všech povrchů, dezinfekce napájecích i krmných systémů a dezinfekce prostředí formaldehydovými parami. B. avium se snadno přenáší různými předměty i ošetřovateli. Doporučuje se dezinfikovat obuv, oděv, omezit pohyb ošetřovatelů mezi jednotlivými halami i návštěvy. Průběh bordetelózy je také ovlivňován řadou faktorů prostředí (mikroklima) i sekundárními infekčními agens.
V USA byly vyvinuty a také jsou komerčně využívány různé živé i inaktivované vakcíny. Jejich účinnost však není jednoznačná, je nutný další výzkum.